# مک نات (وایومینگ)
مک نات (به انگلیسی: Mc Nutt) یک منطقهٔ مسکونی در ایالات متحده آمریکا است که در شهرستان واشاکای، وایومینگ واقع شده‌است. مک نات ۶۴٫۰ کیلومتر مربع مساحت و ۲۷۸ نفر جمعیت دارد.